# Teatro Monumental
Résidence
Le Teatro Monumental est une salle de concert espagnole située à Madrid. Conçu par Teodoro Anasagasti Algan, il a été construit entre 1922 et 1923 comme salle de cinéma, le Teatro Cinema Monumental. Il a ensuite été transformé pour accueillir des concerts symphoniques. Le théâtre est la salle de concert de l'Orchestre symphonique de la radio-télévision espagnole.

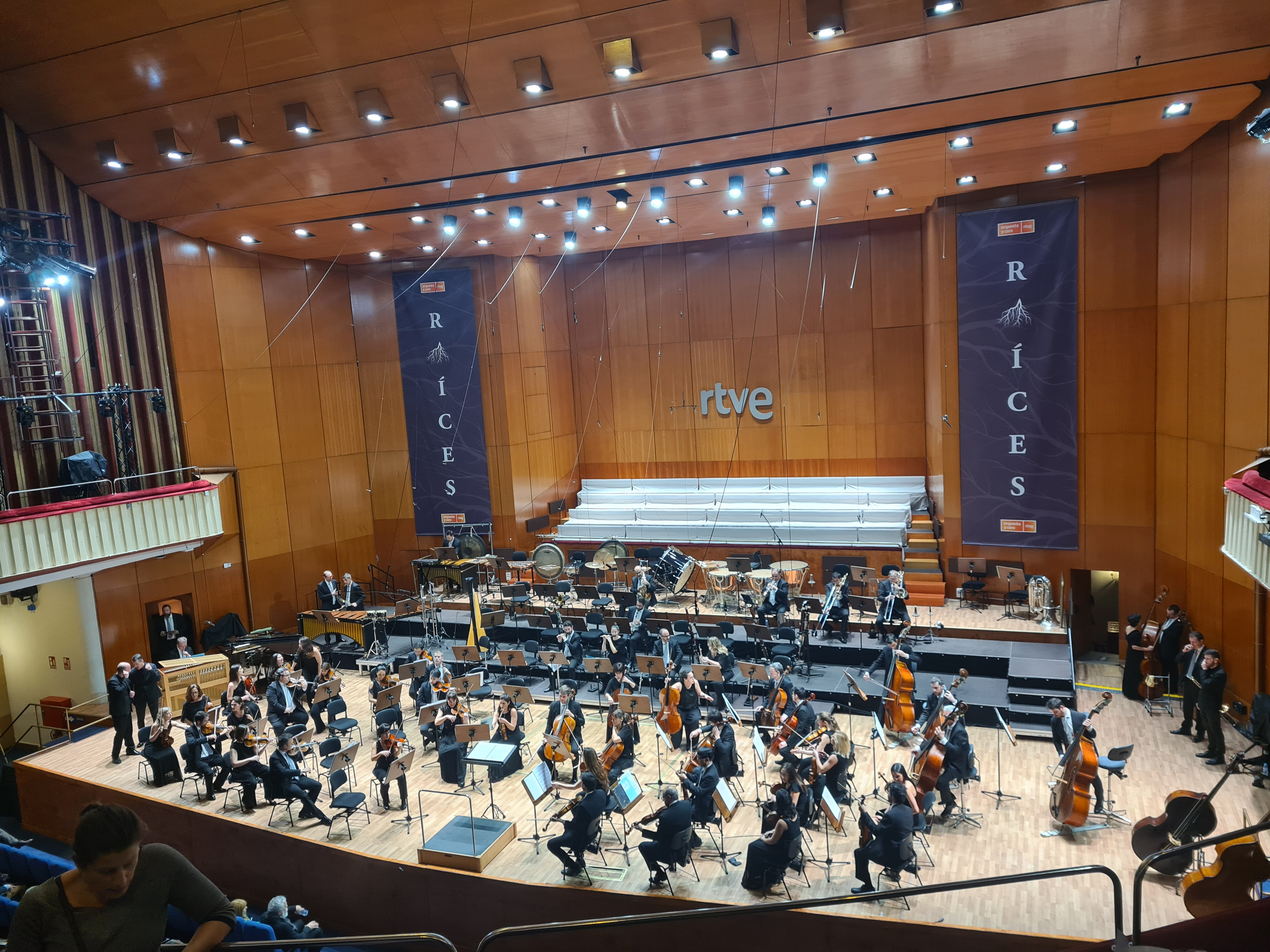
L'Orchestre symphonique de la radio-télévision espagnole au Teatro Monumental en février 2023.